# Alexandria (Nebraska)
Alexandria je selo u američkoj saveznoj državi Nebraska. Prema popisu stanovništva iz 2010. u njemu je živjelo 177 stanovnika.